# Дикарбид самария
Дикарбид самария — бинарное неорганическое соединение металла самария и углерода с формулой SmC2, жёлтые кристаллы, реагирует с водой.

## Получение
- Нагревание в атмосфере водорода самария с углеродом в электрической печи:

{\displaystyle {\mathsf {Sm+2C\ {\xrightarrow {2000^{o}C}}\ SmC_{2}}}}

## Физические свойства
Дикарбид самария образует жёлтые кристаллы 
тетрагональной сингонии, пространственная группа I 4/mmm, параметры ячейки a = 0,3770 нм, c = 0,6331 нм, β = 99,357°, Z = 2,
структура типа карбида кальция.
В соединении при температуре 1170°С происходит фазовый переход.